# Lista de emissoras de televisão do Paraná
Esta é uma lista de emissoras de televisão do estado brasileiro do Paraná. São 59 emissoras concessionadas pela ANATEL, além de 2 emissoras que não possuem concessão para operar. Pela lei, uma Retransmissora de Televisão (RTV) fora da Amazônia Legal pode gerar programação local limitada e não pode vender espaços comerciais, e uma emissora do Serviço Especial de Televisão por Assinatura (TVA) só pode exibir programação temporariamente durante o dia (porém não obedecido, visto que a maioria delas transmite 24h). As emissoras podem ser classificadas pelo nome, canal analógico, canal digital, cidade de concessão, sede, razão social, afiliação e prefixo.

## Canais abertos
| Nome                        | CA | CD      | Concessão         | Sede              | Razão social                                               | Afiliação                                                          | Prefixo |
| --------------------------- | -- | ------- | ----------------- | ----------------- | ---------------------------------------------------------- | ------------------------------------------------------------------ | ------- |
| Band Maringá                | —  | 6 (27)  | Maringá           | Maringá           | Televisão Icaraí Ltda.                                     | Rede Bandeirantes                                                  | ZYB 406 |
| Band Paraná                 | —  | 2 (38)  | Curitiba          | Curitiba          | Televisão Bandeirantes do Paraná Ltda.                     | Rede Bandeirantes                                                  | ZYB 400 |
| Canal 21                    | —  | 21 (15) | Ibiporã           | Ibiporã           | DMR - Sociedade Civil Ltda.                                | TV Cultura                                                         | RTV     |
| CATVE                       | —  | 20 (18) | Cascavel          | Cascavel          | Fundação Canal 20                                          | TV Cultura                                                         | ZYB 420 |
| CNT Curitiba                | —  | 6 (43)  | Curitiba          | Curitiba          | Rádio e Televisão OM Ltda.                                 | CNT                                                                | ZYB 390 |
| CNT Tropical                | —  | 7 (47)  | Londrina          | Londrina          | Rádio e Televisão OM Ltda.                                 | CNT                                                                | ZYB 398 |
| Rede Humaitá                | 53 | 14      | Ivaiporã          | Guarapuava        | Fundação Valentin Bruzon                                   | TV Paraná Turismo TV Cultura                                       | ZYB 434 |
| RedeTV! Mais                | —  | 32 (33) | Umuarama          | Umuarama          | Xetas Comunicação Ltda.                                    | RedeTV!                                                            | RTV     |
| RedeTV! Paraná              | —  | 24 (17) | Cascavel          | Cascavel          | Life Comunicações Ltda.                                    | RedeTV!                                                            | RTV     |
| RIC TV Curitiba             | —  | 7 (34)  | Curitiba          | Curitiba          | TV Independência Ltda.                                     | RecordTV .2/.3/.4 Aula Paraná                                      | ZYB 403 |
| RIC TV Londrina             | —  | 12 (34) | Cornélio Procópio | Londrina          | TV Independência Norte do Paraná Ltda.                     | RecordTV .2/.3/.4 Aula Paraná                                      | ZYB 399 |
| RIC TV Maringá              | —  | 13 (34) | Maringá           | Maringá           | TV Independência Norte do Paraná Ltda.                     | RecordTV .2/.3/.4 Aula Paraná                                      | ZYB 405 |
| RIC TV Oeste                | —  | 7 (38)  | Toledo            | Toledo            | TV Independência Oeste do Paraná Ltda.                     | RecordTV .2/.3/.4 Aula Paraná                                      | ZYB 412 |
| RIT                         | —  | 32      | Curitiba          | Curitiba          | Boa Ventura Empresa de Serviço de Aceso Condicionado Ltda. | RIT                                                                | TVA     |
| Rede Mundial Curitiba       | —  | 21 (22) | Curitiba          | Curitiba          | Rádio e Televisão Rotioner Ltda.                           | Rede Mundial                                                       | ZYB 418 |
| RPC Cascavel                | —  | 10 (32) | Cascavel          | Cascavel          | TV Oeste do Paraná Ltda.                                   | TV Globo                                                           | ZYB 402 |
| RPC Curitiba                | —  | 12 (41) | Curitiba          | Curitiba          | Sociedade Rádio Emissora Parananense S/A                   | TV Globo                                                           | ZYB 391 |
| RPC Foz do Iguaçu           | —  | 5 (35)  | Foz do Iguaçu     | Foz do Iguaçu     | TV Cataratas Ltda.                                         | TV Globo                                                           | ZYB 408 |
| RPC Guarapuava              | —  | 2 (32)  | Guarapuava        | Guarapuava        | TV Oeste do Paraná Ltda.                                   | TV Globo                                                           | ZYB 409 |
| RPC Londrina                | —  | 3 (42)  | Londrina          | Londrina          | Sociedade Rádio Emissora Parananense S/A                   | TV Globo                                                           | ZYB 392 |
| RPC Maringá                 | —  | 8 (41)  | Maringá           | Maringá           | Televisão Cultura de Maringá Limitada                      | TV Globo                                                           | ZYB 396 |
| RPC Paranavaí               | —  | 29 (42) | Paranavaí         | Paranavaí         | Rádio e Televisão Imagem Ltda.                             | TV Globo                                                           | ZYB 411 |
| RPC Ponta Grossa            | —  | 7 (42)  | Ponta Grossa      | Ponta Grossa      | TV Esplanada do Paraná Ltda.                               | TV Globo                                                           | ZYB 394 |
| RTV Canal 38                | —  | 38 (48) | Apucarana         | Apucarana         | Sociedade Educativa de Apucarana S/C                       | TV Paraná Turismo TV Brasil                                        | RTV     |
| Super Canal Uninter         | —  | 13 (14) | Curitiba          | Curitiba          | Sem registro                                               | TV Cultura .2 TV Profissão .3 Euro News                            | —       |
| Tenda TV                    | —  | 17      | Arapongas         | Arapongas         | Fundação Cultural Norte-Paranaense                         | Independente                                                       | ZYB 423 |
| Top TV                      | —  | 57 (46) | Curitiba          | Curitiba          | TV Pelicano S/A                                            | Top TV                                                             | TVA     |
| TV 10                       | —  | 10 (33) | Maringá           | Maringá           | Estação Retransmissora de Televisão Sarandi Ltda.          | Independente                                                       | RTV     |
| TV Alvorada                 | 33 | 22      | Colorado          | Colorado          | Fundação Educacional e Cultural de Colorado                | TV Brasil                                                          | ZYB 427 |
| TV Assembléia               | —  | 10 (20) | Curitiba          | Curitiba          | Senado Federal                                             | .1 TV Senado .4 TV Câmara                                          | ZYQ 221 |
| TV Beltrão                  | —  | 18      | Francisco Beltrão | Francisco Beltrão | Fundação TV Beltrão                                        | TV Brasil                                                          | ZYQ 209 |
| TV Canção Nova PR           | —  | 51 (58) | Pinhais           | Curitiba          | Fundação Educar-Sul Brasil                                 | TV Canção Nova                                                     | ZYB 431 |
| TV Carajás                  | —  | 2 (44)  | Campo Mourão      | Campo Mourão      | Fundação Walpecar - Waldevino Pereira de Carvalho          | TV Cultura                                                         | ZYB 425 |
| TV Cidade                   | —  | 14      | Guarapuava        | Guarapuava        | —                                                          | Independente                                                       | —       |
| TV Cidade                   | —  | 5 (23)  | Londrina          | Londrina          | Televisão Cidade Ltda.                                     | SBT .2 TV Escola Curitiba .3 Aulas Londrina                        | ZYB 407 |
| TV Cinturão Verde           | —  | 17 (14) | Cianorte          | Cianorte          | Fundação Antonio Barbara                                   | TV Paraná Turismo TV Cultura                                       | ZYB 426 |
| TV Cultura                  | —  | 15 (49) | Araucária         | Araucária         | Fundação São Vicente de Paulo                              | TV Cultura                                                         | RTV     |
| TV Cultura Norte Paranaense | —  | 27      | Rolândia          | Rolândia          | TV Educativa Regional S/C Ltda.                            | TV Cultura                                                         | RTV     |
| TV Evangelizar              | —  | 16 (17) | Curitiba          | Curitiba          | Fundação Champagnat                                        | TV Evangelizar .2 TV Lumen .3 Ensina Mais .4 TV Escola Curitiba    | ZYB 421 |
| TV Evangelizar Maringá      | —  | 31 (30) | Maringá           | Maringá           | Fundação Cultural Nossa Senhora de Lourdes de Maringá      | TV Evangelizar .2 TV Lumen .3 TV Evangelizar .4 TV Escola Curitiba | ZYB 419 |
| TV Guará                    | 2  | 30      | Francisco Beltrão | Francisco Beltrão | TV FB - Comunicações Ltda.                                 | SBT .2 TV Escola Curitiba                                          | ZYB 432 |
| TV Iguaçu                   | —  | 4 (39)  | Curitiba          | Curitiba          | Rádio e Televisão Iguaçu S.A.                              | SBT .2 TV Escola Curitiba                                          | ZYQ 217 |
| TV Interativa               | —  | 32      | Medianeira        | Medianeira        | Associação Comunitária Cultural e Educativa Medianeira S/C | TV Cultura                                                         | RTV     |
| TV Mill                     | 13 | 33      | União da Vitória  | União da Vitória  | Fundação de Radiodifusão Ermínio Francisco Roveda          | TV Cultura                                                         | ZYB 786 |
| TV Naipi                    | —  | 12 (39) | Foz do Iguaçu     | Foz do Iguaçu     | Televisão Naipi Ltda.                                      | SBT .2 TV Escola Curitiba                                          | ZYB 401 |
| TV Norte                    | 27 | —       | Jacarezinho       | Jacarezinho       | Nosso Lar Serviços de Radiodifusão Ltda.-ME                | TV Cultura                                                         | RTV     |
| TV Nova Conexão             | 9  | 15      | Pato Branco       | Pato Branco       | TV Nova Conexão Ltda.                                      | RIT                                                                | ZYB 433 |
| TV Paraná Turismo           | —  | 9 (36)  | Curitiba          | Curitiba          | Rádio e Televisão Educativa do Paraná TVE                  | TV Brasil .2 TV Escola Curitiba                                    | ZYB 410 |
| TV Sudoeste                 | —  | 7 (27)  | Pato Branco       | Pato Branco       | Fundação Cultural Celinauta                                | RedeTV!                                                            | ZYB 404 |
| TV Tarobá Cascavel          | —  | 6 (36)  | Cascavel          | Cascavel          | Rádio e Televisão Tarobá Ltda.                             | Rede Bandeirantes                                                  | ZYB 397 |
| TV Tarobá Londrina          | —  | 13 (30) | Londrina          | Londrina          | Televisão Londrina Ltda.                                   | Rede Bandeirantes                                                  | ZYB 416 |
| TV Tibagi                   | —  | 11 (39) | Apucarana         | Apucarana         | Televisão Tibagi Ltda.                                     | SBT .2 TV Escola Curitiba .3 Aulas Apucarana                       | ZYQ 206 |
| TV UEL                      | —  | 33*     | Londrina          | Londrina          | Universidade Estadual de Londrina                          | TV Cultura                                                         | RTV     |
| TV UniCesumar               | —  | 28 (36) | Maringá           | Maringá           | Fundação Cesumar                                           | Canal Futura                                                       | ZYQ 222 |
| TV UP                       | —  | 28      | Umuarama          | Umuarama          | Fundação Cândido Garcia                                    | Canal Futura                                                       | ZYB 430 |
| TV2C                        | —  | 28      | Cambé             | Londrina          | Sociedade WM de Comunicação S/C Ltda.                      | TV Cultura                                                         | RTV     |
| TVE UEPG                    | —  | 14      | Ponta Grossa      | Ponta Grossa      | Fundação Educacional de Ponta Grossa                       | TV Cultura                                                         | ZYB 417 |
| TVCi                        | —  | 7 (15)  | Paranaguá         | Paranaguá         | TVCI-TV Comunicações Interativas Ltda.                     | TV Pai Eterno                                                      | ZYB 429 |

* - Em implantação

### Extintos
| Nome               | Canal | Cidade de concessão | Período de existência |
| ------------------ | ----- | ------------------- | --------------------- |
| TV Carimã          | 10    | Cascavel            | 1986–2000             |
| TV Cidade          | 9     | Assis Chateaubriand | 1997–2002             |
| TV Sul             | 33    | Assis Chateaubriand | 2003                  |
| TV Amizade         | 9     | Umuarama            | ????–2005             |
| TV Lumen           | 16    | Curitiba            | 1994–2011             |
| TV Viana           | 33    | Assis Chateaubriand | 2004–2012             |
| TV Cidade          | 10    | Palotina            | 2012–2017             |
| RTVM               | 2     | Sarandi             | ????-2018             |
| TV Transamérica    | 59    | Curitiba            | 1992–2020             |
| Rede Campos Gerais | 30    | Campo Mourão        | 2011–????             |

## Canais fechados
- CentralTV
- CWB TV
- STOP TV
- SIC TV
- TV Assembleia Paraná
- TV Cidade Sul
- TV Com Foz
- TV Foz
- TV Império
- TV Vila Velha
- TVM